# Selezioni giovanili della nazionale maschile di pallacanestro della Svezia
Le selezioni giovanili della nazionale di pallacanestro della Svezia, sono state gestite dalla Federazione cestistica della Svezia e partecipavano ai tornei cestistici internazionali per squadre nazionali, limitatamente a specifiche classi d'età.

## Universitaria
Rappresenta la selezione dei migliori atleti della nazionale svedese.

### Partecipazioni
- 2013 - 17°
- 2015 - 12°

## Under-20
Rappresenta i migliori giocatori di nazionalità svedese di età non superiore ai 20 anni. Partecipa a tutte le manifestazioni internazionali giovanili di pallacanestro per nazioni gestite dalla FIBA.
Nel corso degli anni questa selezione ha subito alcuni cambiamenti nel nome, dovuti agli adeguamenti nelle normative della FIBA in fatto di classificazione delle categorie giovanili.
Agli inizi la denominazione originaria era nazionale Juniores, in quanto la FIBA classificava le fasce di età sotto i 22 anni con la denominazione "juniores". In seguito, denominazione e fasce di età sono state equiparate, divenendo nazionale Under 22. Dal 2000, la FIBA ha modificato nuovamente il tutto, equiparando sotto la dicitura "under 20" sia denominazione che fasce di età. Da allora la selezione ha preso il nome attuale.

### Partecipazioni
FIBA EuroBasket Under-20
- 2011 - 9°
- 2012 - 13°
- 2013 - 16°
- 2014 - 19°
- 2016 - 10°

- 2017 - 12°
- 2018 - 14°

 Svezia under 20 - Campionato europeo maschile di pallacanestro Under-20 20114 Barton, 5 Person, 6 Joseph, 7 Gaddefors, 8 Czerapowicz, 9 Persson, 10 Nordström, 11 Mukoko, 12 Winegarner, 13 Norman, 14 Lindqvist, 15 Engström,        All. Jan Enjebo
 Svezia under 20 - Campionato europeo maschile di pallacanestro Under-20 20124 Person, 5 Barton, 6 Gaddefors, 7 Borg, 8 Eriksson, 9 Andersson, 10 Liljeqvist, 11 Asplund, 12 Guténius, 13 Öhrner, 14 Isaksson, 15 Norman,        All. Stefan Bergman
 Svezia under 20 - Campionato europeo maschile di pallacanestro Under-20 20134 Blažević, 5 Borg, 6 Larsson, 7 Person, 8 Eriksson, 9 Gorski, 10 Dawit, 11 Eliasson, 12 Asplund, 13 Erhardt, 14 Spires, 15 Isasksson,        All. Tommie Hansson
 Svezia under 20 - Campionato europeo maschile di pallacanestro Under-20 20144 Kovacek, 5 Schüberg, 6 Spires, 7 Lindström, 8 Dawit, 9 Ramstedt, 10 Löfberg, 11 Eliasson, 12 Ismaili, 13 Jädersten, 14 Larsson, 15 Bergäng,        All. Tommie Hansson
 Svezia under 20 - Campionato europeo maschile di pallacanestro Under-20 20164 Svensson, 5 Drammeh, 6 Johansson, 7 Brandmark, 8 Sjölin, 9 Berkelund, 10 von Uthmann, 11 Swanström, 12 Kobylak-Berglund, 13 Andersson, 14 Sjöberg, 15 Birgander,        All. Ludwig Degernäs
 Svezia under 20 - Campionato europeo maschile di pallacanestro Under-20 20174 Arvidsson, 5 Hansson, 7 Larsson, 8 Sjölin, 9 Isovic, 11 Lecesne, 12 Berkelund, 13 Birgander, 14 Sjöberg, 15 Appelgren, 20 Brandmark, 21 Johansson,        All. Henrik Svensson
 Svezia under 20 - Campionato europeo maschile di pallacanestro Under-20 20184 Stumer, 5 Stark, 7 Dibba, 8 Clarance, 9 Czerapowicz, 11 Petersson, 12 Johansson, 13 Larsson, 14 Edwardsson, 15 Appelgren, 20 Arvidsson, 21 Hook,        All. Henrik Svensson

## Under-18
Rappresenta i migliori giocatori di nazionalità svedese di età non superiore ai 18 anni. Partecipa a tutte le manifestazioni internazionali giovanili di pallacanestro per nazioni gestite dalla FIBA.
Nel corso degli anni questa selezione ha subito alcuni cambiamenti nel nome, dovuti agli adeguamenti nelle normative della FIBA in fatto di classificazione delle categorie giovanili.
Agli inizi la denominazione originaria era Nazionale Cadetti, in quanto la FIBA classificava le fasce di età dai 16 ai 18 anni con la denominazione "cadetti". Dal 2000, la FIBA ha modificato il tutto, equiparando sotto la dicitura under 18, sia denominazione che fasce di età. Da allora la selezione ha preso il nome attuale.

### Partecipazioni
FIBA EuroBasket Under-18
- 1974 - 4°
- 1976 - 12°
- 1980 - 10°
- 1984 - 12°
- 1988 - 8°

- 2010 - 15°
- 2016 - 16°

## Under-16
Rappresenta i migliori giocatori di nazionalità svedese di età non superiore ai 16 anni. Partecipa a tutte le manifestazioni internazionali giovanili di pallacanestro per nazioni gestite dalla FIBA.
Nel corso degli anni questa selezione ha subito alcuni cambiamenti nel nome, dovuti agli adeguamenti nelle normative della FIBA in fatto di classificazione delle categorie giovanili.
Agli inizi la denominazione originaria era Nazionale Allievi, in quanto la FIBA classificava le fasce di età dai 16 ai 18 anni con la denominazione "allievi". Dal 2000, la FIBA ha modificato il tutto, equiparando sotto la dicitura under 18, sia denominazione che fasce di età. Da allora la selezione ha preso il nome attuale.

### Partecipazioni
FIBA EuroBasket Under-16
- 1971 - 10°
- 1973 - 12°
- 1975 - 12°
- 1981 - 12°
- 1983 - 10°

- 1985 - 11°
- 2013 - 16°
- 2016 - 12°
- 2017 - 14°